# Santiria grandiflora
Santiria grandiflora är en tvåhjärtbladig växtart som beskrevs av Cornelis Kalkman. Santiria grandiflora ingår i släktet Santiria och familjen Burseraceae. Inga underarter finns listade i Catalogue of Life.